# マーシャル郡 (サウスダコタ州)
マーシャル郡（英: Marshall County）は、アメリカ合衆国サウスダコタ州の北東部に位置する郡である。2010年国勢調査での人口は4,656人であり、2000年の4,576人から1.7％増加した。郡庁所在地はブリトン市（人口1,241人）であり、同郡で人口最大の町でもある。郡名は郡内アンドーバー近くに入植したマーシャル・ビンセントに因んで名付けられた。

## 地理
アメリカ合衆国国勢調査局に拠れば、郡域全面積は886平方マイル (2,294 km2)であり、このうち陸地は838平方マイル (2,170 km2)、水域は48平方マイル (124 km2)で水域率は5.41％である。

### 主要高規格道路
- サウスダコタ州道10号線
- サウスダコタ州道25号線
- サウスダコタ州道27号線

### 隣接する郡
- サージェント郡 (ノースダコタ州) - 北
- ロバーツ郡 - 東
- デイ郡 - 南
- ブラウン郡 - 西

## 人口動態
以下は2000年の国勢調査による人口統計データである。
| 基礎データ - 人口: 4,576人 - 世帯数: 1,844 世帯 - 家族数: 1,252 家族 - 人口密度: 2人/km2（6人/mi2） - 住居数: 2,562軒 - 住居密度: 1軒/km2（3軒/mi2） 人種別人口構成 - 白人: 92.59% - アフリカン・アメリカン: 0.09% - ネイティブ・アメリカン: 6.32% - アジア人: 0.09% - その他の人種: 0.22% - 混血: 0.70% - ヒスパニック・ラテン系: 0.76% 年齢別人口構成 - 18歳未満: 27.0% - 18-24歳: 5.1% - 25-44歳: 22.8% - 45-64歳: 23.8% - 65歳以上: 21.3% - 年齢の中央値:42歳 - 性比（女性100人あたり男性の人口） - 総人口: 100.0 - 18歳以上: 96.8 | 世帯と家族（対世帯数） - 18歳未満の子供がいる: 29.8% - 結婚・同居している夫婦: 57.2% - 未婚・離婚・死別女性が世帯主: 6.5% - 非家族世帯: 32.1% - 単身世帯: 30.1% - 65歳以上の老人1人暮らし: 16.1% - 平均構成人数 - 世帯: 2.43人 - 家族: 3.04人 収入と家計 - 収入の中央値 - 世帯: 30,567米ドル - 家族: 36,295米ドル - 性別 - 男性: 27,241米ドル - 女性: 17,872米ドル - 人口1人あたり収入: 15,462米ドル - 貧困線以下 - 対人口: 13.9% - 対家族数: 10.4% - 18歳未満: 19.0% - 65歳以上: 14.0% |

## 都市と町
- アマースト
- ブリトン - 郡庁所在地
- イーデン
- ヒルヘッド
- キダー
- レイクシティ
- ラングフォード
- マーロウ
- ニューアーク
- スペイン
- ベブレン

### 郡区
マーシャル郡は下記25の郡区に分けられている。
| - バッファロー - デイトン - デュマース - イーデン - フォート - ハミルトン - ヒックマン - ラベル - レイク - ローウェル | - マッキンリー - ミラー - ニューアーク - ニューポート - ノードランド - プレザントバレー - レッドアイアンレイク - シセトン - ステナ - ベブレン | - ビクター - ウェイバリー - ウェストン - ホワイト - ワイズマー |